# 2022년 이스탄불 폭탄 테러
2022년 이스탄불 폭탄 테러는 2022년 11월 13일 현지 시간으로 오후 4시 20분에 튀르키예 이스탄불 베이욜루 지구의 이스티클랄 거리에서의 폭탄 테러를 의미한다. 이스탄불 주지사인 알리 예를리카야에 따르면 이번 폭탄 테러로 최소 6명이 사망하고 81명이 부상을 입었다고 하였다. 길가에 가방을 둔 여성이 이번 공격의 주범이며, 아직까지 이에 대한 책임을 주장한 테러 단체는 없다.
그 거리는 이미 2015년과 2016년에 테러리스트 그룹 ISIS와 쿠르드 분리주의자들의 테러 공격의 표적이 되었다.